# Dmosin
Dmosin – wieś w Polsce położona w województwie łódzkim, w powiecie brzezińskim, w gminie Dmosin.
Dmosin uzyskał lokację miejską w 1430 roku, zdegradowany w 1579 roku. Wieś szlachecka położona była w drugiej połowie XVI wieku w powiecie rawskim ziemi rawskiej województwa rawskiego. W latach 1975–1998 miejscowość administracyjnie należała do województwa skierniewickiego.
Miejscowość jest siedzibą gminy Dmosin.
Pierwsza wzmianka o Dmosinie pojawiła się w źródłach pisanych w 1334 r. Dmosin był dziedziczną własnością rodu rycerskiego Kopaczy. Od 1407 r. do czasu najazdu szwedzkiego posiadał prawa miejskie. W 1657 r. podczas najazdu szwedzkiego miasto uległo spaleniu. Na gruzach spalonego miasta wyrosła wieś Dmosin. W 1864 r. Dmosin stał się siedzibą władz gminy w Guberni Piotrkowskiej, w zaborze rosyjskim.
W XV w. powstała rzymskokatolicka parafia św. Andrzeja Apostoła i św. Małgorzaty.
Major Seweryn Dzierzbicki, uczestnik wojen napoleońskich i powstania listopadowego, zawarł w Dmosinie związek małżeński z Klementyną Przeździecką (25 lipca 1823 lub w 1824). 
9 września 1939 żołnierze Wehrmachtu po wkroczeniu do wsi zastrzelili 7 mężczyzn. Nazwiska ofiar zostały ustalone.

## Zabytki
Do rejestru zabytków nieruchomych wpisane zostały obiekty:
- parafialny kościół św. Andrzeja Apostoła i św. Małgorzaty, 1728, 1927, nr rej.: 375 z 29.05.1967
- dzwonnica, nr rej.: 376 z 29.05.1967
- cmentarz kościelny, nr rej.: 942 z 19.11.1993
- cmentarz rzymskokatolicki (część), nr rej.: 843 z 19.12.1992

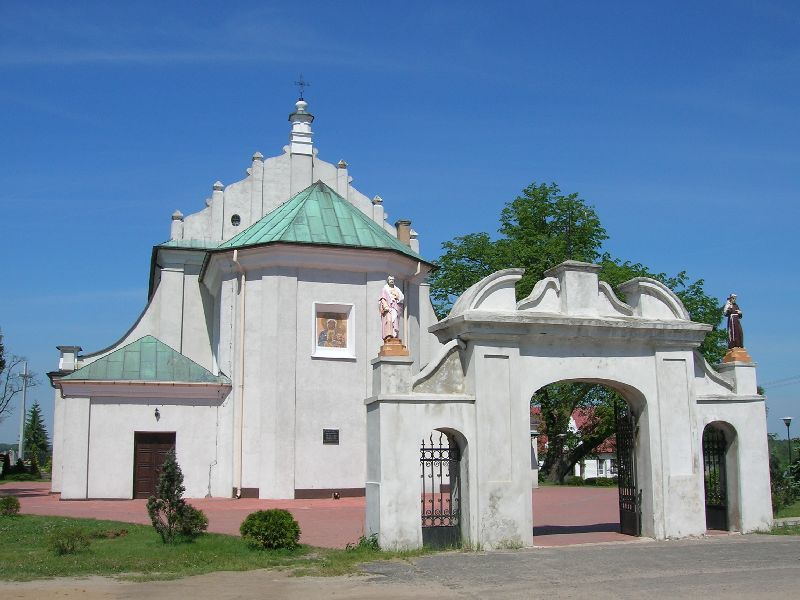
Barokowy kościół
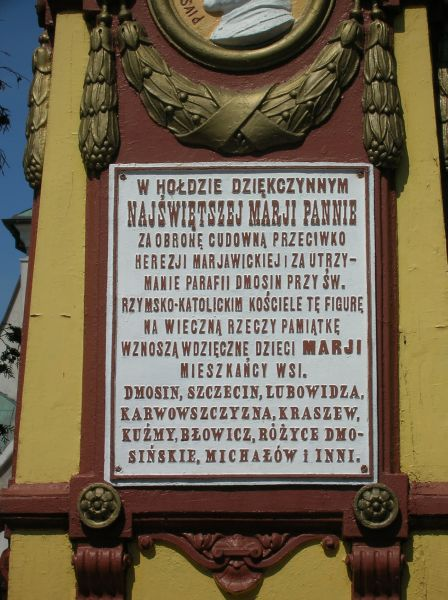
Napis na kapliczce
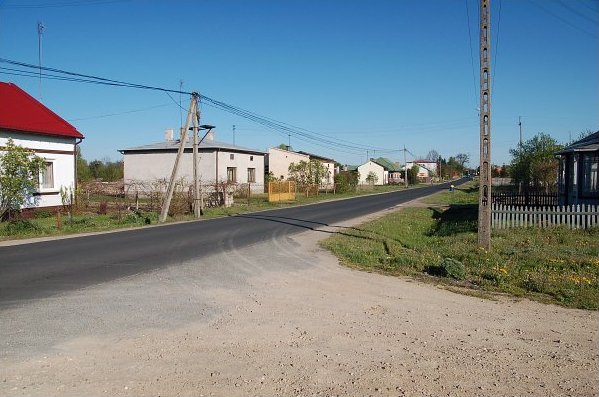
Droga Głowno - Kołacin - główna droga przechodząca przez Dmosin
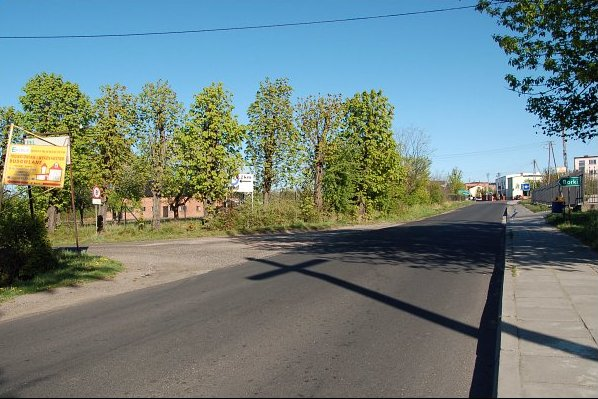
Skrzyżowanie z drogą do Lubiankowa
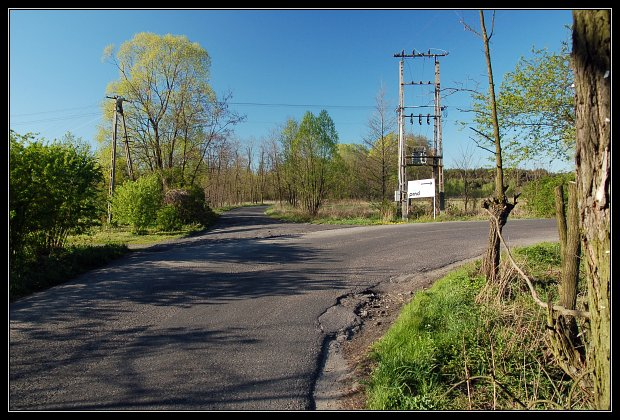
Droga Dmosin - Lubianków